# إيان كروكر
إيان كروكر (Ian Crocker) هو لاعب أولمبي لرياضة السباحة من الولايات المتحدة. شارك في الأولمبياد الصيفي في 2000–2008، وفاز بما مجموعه 5 ميداليات.

## الميداليات
| ذهب | فضة | برونز | المجموع |
| 3   | 1   | 1     | 5       |

## روابط خارجية
- إيان كروكر على موقع الاتحاد الدولي للسباحة (الإنجليزية)
- إيان كروكر على موقع SwimRankings.net (الإنجليزية)
- إيان كروكر على موقع قاعة مشاهير السباحة العالمية (الإنجليزية)
- إيان كروكر على موقع اللجنة الأولمبية الدولية (الإنجليزية)
- إيان كروكر على موقع أوليمبيديا (الإنجليزية)
- إيان كروكر على موقع اللجنة الأولمبية والبارالمبية الأمريكية (الإنجليزية)